# Ваагн Давтян
Ваагн Давтя́н (вірм. Վահագն Դավթյան; 15 серпня 1922, Арапгір, Туреччина — 21 лютого 1996, Єреван, Вірменська РСР, СРСР) — вірменський поет, перекладач, заслужений діяч культури Вірменської РСР.

## Життєпис
Народився 15 серпня 1922 року в місті Арапгір, Туреччина. Друкуватися почав 1935 року. Після закінчення середньої школи його призвали в армію, і почалася друга світова війна. Брав участь у німецько-радянській війні (1940—1942), був поранений і повернувся додому, вступив до Єреванського державного університету. 1948 року закінчив університет.
- Літературний працівник, заступник редактора газети «Авангард[hy]» (1945—1954).
- Заступник редактора (1954—1959), а від 1962 до 1965 редактор вірменської «Літературної газети[hy]».
- Відповідальний редактор щотижневої газети «Голос батьківщини[hy]» (1965—1967).
- Головний редактор журналу «Совєтакан Аястан» (1981—1990).
- Заступник голови Комітету з культурних зв'язків зі Спюрком (1968—1981).
- Голова Спілки письменників Вірменії (1990—1994).
- 1996 року став академіком (член-кореспондент — з 1986 року).

Член Спілки письменників СРСР (1959).
Помер 21 лютого 1996 в Єревані, де й похований у пантеоні Комітаса.
Так висловився про нього Левон Ананян, нинішній голова Спілки письменників Вірменії:

Ваагн Давтян є одним з найбільших поетів минулого століття, він входить до плеяди таких видатних майстрів, як Паруйр Севак, Геворк Емін, Сільва Капутикян.

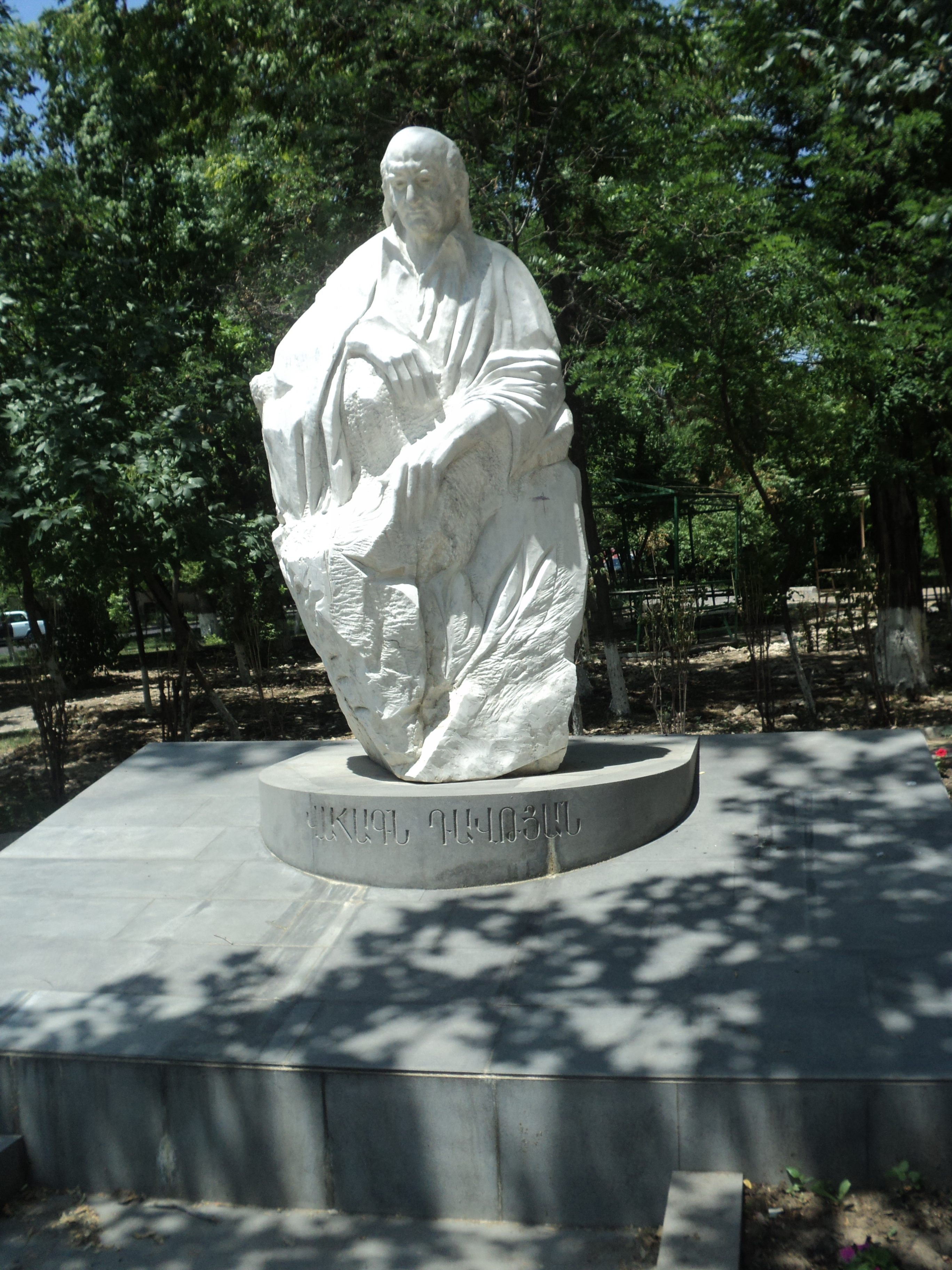

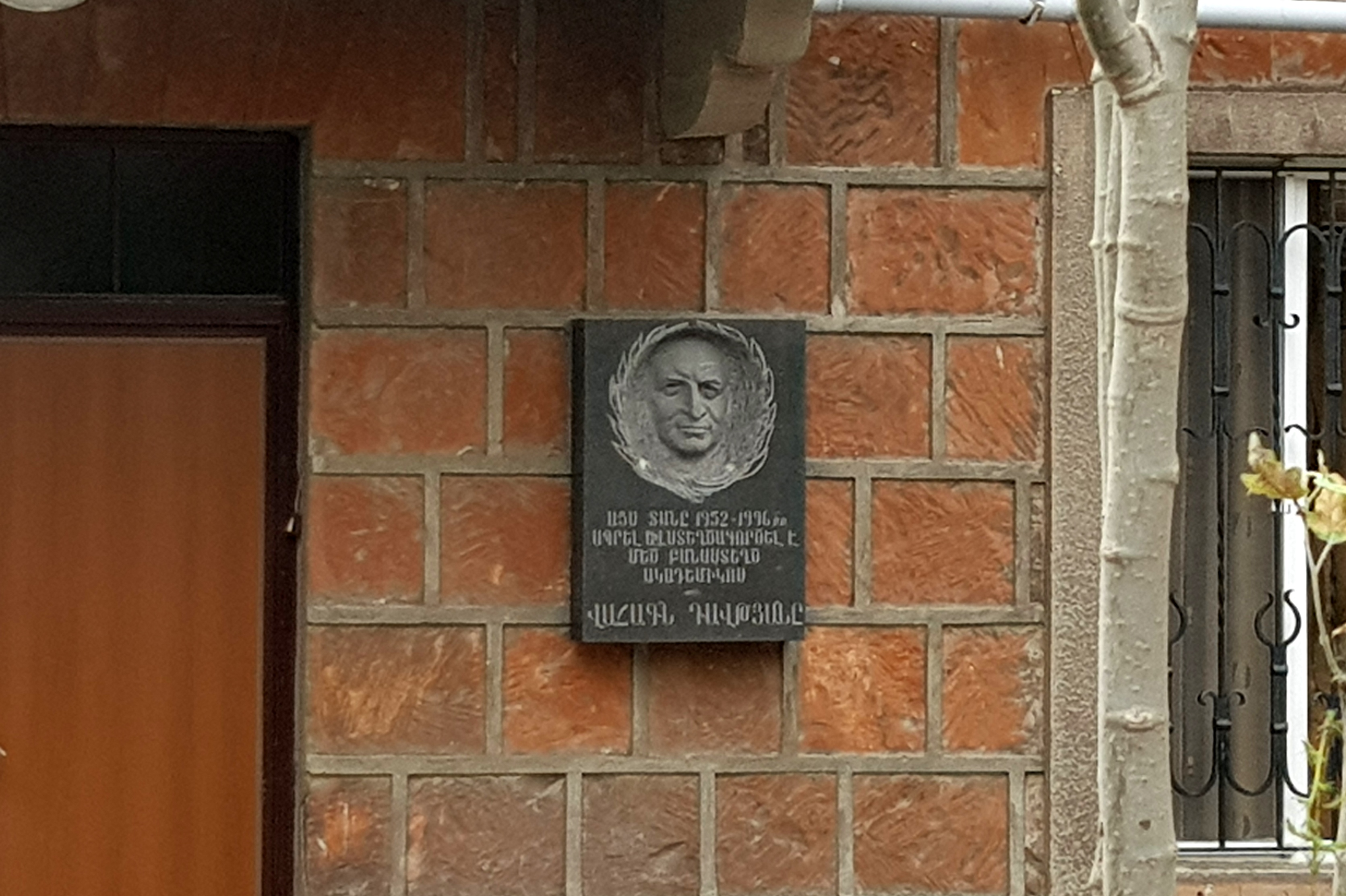
Меморіальна дошка в Єревані, вул. Наїрі Зар'яна, 80

## Заслуги
- Лауреат Державних премій (1977, 1985) Вірменської РСР
- Відзначений премією ім. Е. Чаренца (1979).

## Нагороди
- Орден Трудового Червоного Прапора (13.08.1982) — за заслуги в розвитку радянської літератури і в зв'язку з 60-річчям з дня народження.
- Орден Вітчизняної війни 2 ступеня (1.08.1986).
- Орден «Знак Пошани» (14.08.1972) — за заслуги в галузі радянської літератури і в зв'язку з 50-річчям з дня народження.
- Медаль «За трудову відзнаку» (27.06.1956).
- Заслужений діяч культури Вірменської РСР.

## Твори
У збірках віршів «Перша любов» (1947), «Ранок світу» (1950) виражені патріотичні почуття учасника німецько-радянської війни, любов до природи рідної землі. У віршах «Світанок у горах» (1957), «Літня гроза» (1964), «Пісня вина» (1966) поет глибоко проникає в моральний світ сучасника. Громадянськістю і ліризмом пройнята історична поема «Тондракійці» (1961), присвячена історичним подіям середньовічної Вірменії. 1969 року побачила світ книга історичних поем «Дим вогнища».
- Перша любов (збірка віршів, 1947)
- Ранок світу (збірка віршів, 1950)
- Дорога через серце (поема, 1952)
- Лірика (1956)
- Світанок у горах (1960)
- Тондракійці (історична поема, 1961)
- Літня гроза (вірші, 1964)
- Пісня вина (вірші, 1966)
- Літня спека (1968)
- Дим вогнища (історичні поеми, 1969)

Перекладав вірменською мовою вірші й поеми О. С. Пушкіна, С. А. Єсеніна, Ш. Петефі.

## Пам'ять
- У Єревані до 90-річчя Ваагна Давтяна відкрито меморіальну дошку (вул. Наїрі Зар'яна, 80)[5][6].